# لوچانو امر
لوچانو امر (ایتالیایی: Luciano Emmer؛ ۱۹ ژانویهٔ ۱۹۱۸ – ۱۶ سپتامبر ۲۰۰۹) یک کارگردان، و فیلم‌نامه‌نویس اهل ایتالیا بود.